# 12042 Laques
12042 Laques è un asteroide della fascia principale. Scoperto nel 1997, presenta un'orbita caratterizzata da un semiasse maggiore pari a 2,9969194 UA e da un'eccentricità di 0,0565977, inclinata di 11,85978° rispetto all'eclittica.